# Western Canada Hockey League (1921–1926)
Die Western Canada Hockey League (kurz: WCHL) war eine professionelle kanadische Eishockeyliga, die von 1921 bis 1926 existierte. In der Saison 1925/26 spielte die Liga unter dem Namen Western Hockey League (kurz: WHL). Eine gleichnamige Eishockeyliga existierte von 1932 bis 1933.

## Geschichte
Die Western Canada Hockey League wurde 1921 mit insgesamt vier Mannschaften – Calgary Tigers, Edmonton Eskimos, Regina Capitals und Saskatoon Crescents – gegründet. Von Anfang an stand die Liga in direkter Konkurrenz zu der bereits seit 1911 existierenden Pacific Coast Hockey Association. Die Premierenspielzeit der WCHL wurde von den Regina Capitals gewonnen. Die Saskatoon Crescents beendeten die Saison zudem in Moose Jaw, ebenfalls unter dem Namen Crescents spielend, kehrten jedoch anschließend wieder nach Saskatoon zurück, wo sie ab 1923 als Saskatoon Sheiks aufliefen. Die Meister der WCHL mussten jeweils gegen den Meister der PCHA spielen, um gegen den Gewinner der 1917 gegründeten National Hockey League um den Stanley Cup antreten zu dürfen. Ab der Saison 1922/23 spielte die WCHL in einem gemeinsamen Spielplan zusammen mit den Mannschaften der PCHA. Aus diesem Grund musste die PCHA einige Regeländerungen vornehmen, so z. B. die Anzahl der eingesetzten Spieler auf sechs pro Mannschaft reduzieren und die Position des zuvor eingesetzten Rover abschaffen. Während zunächst die Mannschaften der WCHL noch in ihren Spielen den Gegnern aus der PCHA deutlich unterlegen waren, gewannen sie in der Saison 1923/24 insgesamt 29 von 48 Spielen gegen die Konkurrenz aus der PCHA. Im Anschluss an diese Spielzeit wurden die Seattle Metropolitans aus der PCHA aufgelöst und die verbleibenden beiden Mannschaften der PCHA – die Vancouver Maroons und die Victoria Cougars – schlossen sich der Western Canadian Hockey League an. Einige der Spieler aus Seattle wechselten ebenfalls in die WCHL über.
In der Saison 1924/25 gewannen die Victoria Cougars den Meistertitel der WCHL. In der Stanley-Cup-Herausforderung schlugen sie die Canadiens de Montréal aus der National Hockey League mit 3:1 Siegen und waren das einzige Team in der WCHL-Geschichte, das den Stanley Cup je gewinnen konnte sowie das letzte Team außerhalb der NHL, da ab 1926 der Pokal nur noch innerhalb der National Hockey League vergeben wurde. Vor der Saison 1925/26 wurden in der WCHL finanzielle Probleme offensichtlich und die Regina Capitals wurden nach Portland, Oregon, umgesiedelt und traten dort unter dem Namen Portland Rosebuds an. Diesen Namen hatte zuvor bereits eine Mannschaft der PCHA verwendet. Zudem änderte man vor Saisonbeginn den Namen der Liga in Western Hockey League. Schließlich kam man zu dem Schluss, dass die WHL aufgrund der hohen Gehaltsforderungen der Spieler, die ebenso viel wie die Spieler der finanziell stärkeren NHL verdienen wollten, keine Möglichkeit zur Weiterführung des Spielbetriebs hatte, und so entschloss sich der ehemalige PCHA-Präsident Frank Patrick dazu die gesamte Liga virtuell an die NHL zu verkaufen, d. h. alle Spieler waren für die NHL-Teams frei verfügbar. Davon profitierten vor allem die neuen NHL-Teams Chicago Black Hawks, Detroit Cougars und New York Rangers, aber auch die anderen Mannschaften der NHL nahmen WHL-Spieler unter Vertrag.
Die Mannschaften aus Calgary, Edmonton, Saskatoon und Regina setzten den Spielbetrieb in der von ihnen neu gegründeten Minor League Prairie Hockey League fort, die jedoch bereits 1928 wieder aufgelöst wurde. Zur Saison 1932/33 versuchten zudem Investoren mit der Gründung einer gleichnamigen Eishockeyliga an die Tradition der WCHL anzuknüpfen, jedoch scheiterte das Projekt mit Mannschaften aus Calgary, Edmonton, Saskatoon und Regina/Vancouver bereits nach einer Spielzeit.

## Mannschaften
Folgende Teams nahmen am Spielbetrieb der WCHL teil:
- Calgary Tigers (1921–1926)
- Edmonton Eskimos (1921–1926)
- Portland Rosebuds (1925–1926)
- Regina Capitals (1921–1925; wurden Portland Rosebuds)
- Saskatoon/Moose Jaw Crescents (1921–1923, wurden Saskatoon Sheiks)
- Saskatoon Sheiks (1923–1926)
- Vancouver Maroons (1924–1926)
- Victoria Cougars (1924–1926)

## Meister
- 1921/22: Regina Capitals
- 1922/23: Edmonton Eskimos
- 1923/24: Calgary Tigers
- 1924/25: Victoria Cougars
- 1925/26: Victoria Cougars